# Lilli Nielsen

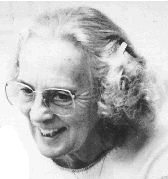
Lilli Nielsen, vor 2008

Lilli Nielsen (geborene Reker) (* 21. Dezember 1926 in Rønne, Bornholm; † 24. Juni 2013 in Kolding, Dänemark) war eine dänische Psychologin, die Kinder förderte und unterrichtete, die blind oder sehbehindert und unter Umständen auch mehrfachbehindert sind. Sie veröffentlichte mehrere Lehrwerke im Rahmen der Blinden- und Sehbehindertenpädagogik.

## Leben
Lilli war das zweite von sieben Kindern der Familie Reker, von denen vier blind geboren wurden. Im Alter von sieben Jahren kam ihr daher schon die Aufgabe zu, auf ihren kleinen blinden Bruder aufzupassen.
Anfangs unterrichtete Lilli Reker Vorschulkinder, arbeitete dann in einem Krankenhaus, studierte Psychologie und wurde schließlich als Lehrerin für blinde Kinder angestellt. Sie übernahm später zudem die Leitung der öffentliche Sonderschule für die Förderung von blinden und sehbehinderten Kindern und Jugendlichen in Dänemark, Refsnaesskolen.
Bekannt geworden ist Lilli Nielsen für die Entwicklung von Lernmaterialien, insbesondere für den sogenannten little room, der seit Jahrzehnten weltweit bei der Frühförderung und Förderung von blindgeborenen Kindern Anwendung findet. Für ihre Verdienste wurde sie zum Ritter des Dannebrogorden geschlagen.
Lilli Nielsen starb nach kurzer schwerer Krankheit am 24. Juni 2013 im Öffentlichen Krankenhaus von Kolding an Lungenentzündung.

## „Little Room“

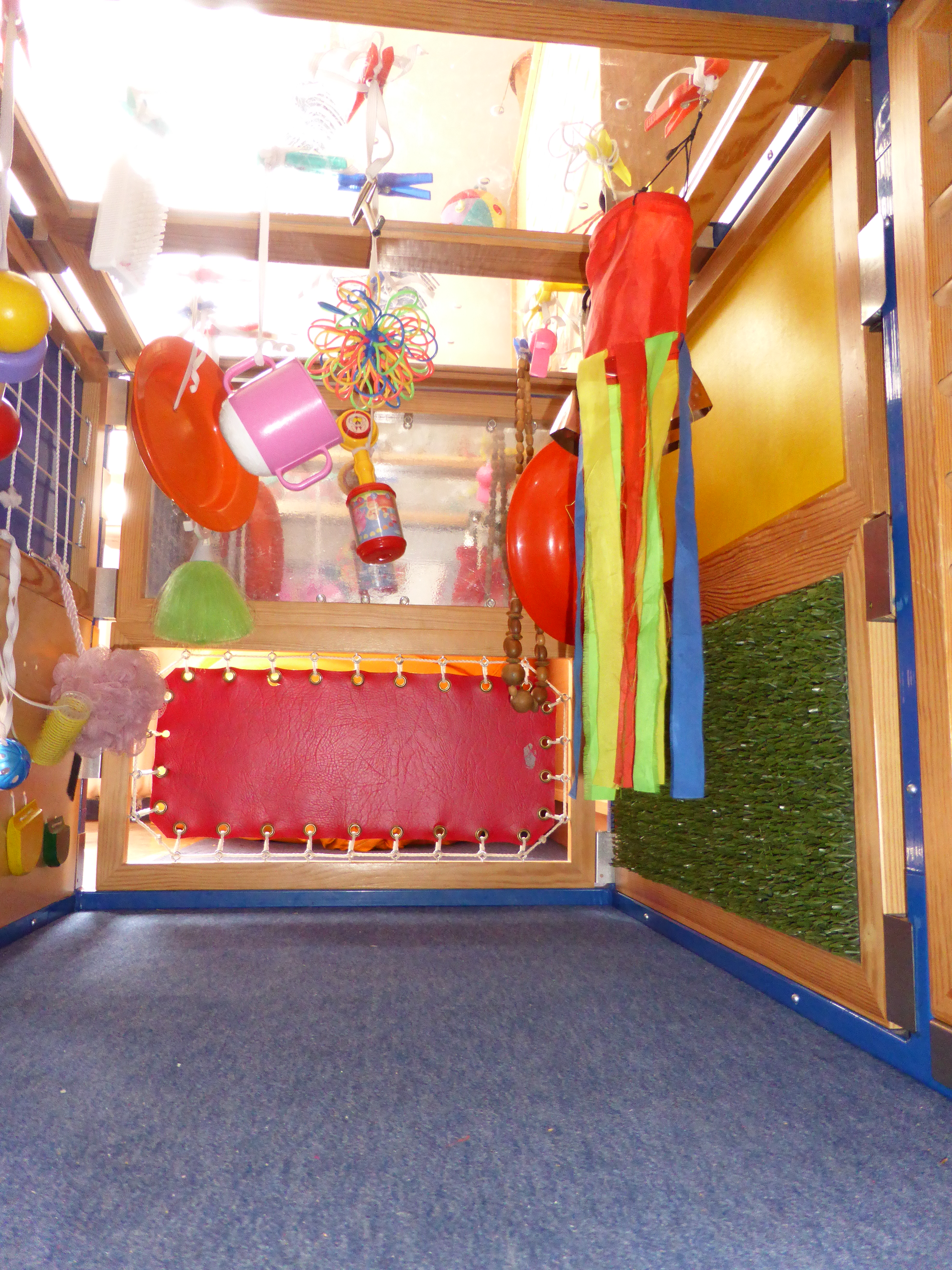
Littel Room, Johann-August-Zeune-Schule für Blinde Berlin

Eine der bekanntesten Ideen Lilli Nielsens war die Entwicklung des sog. little rooms. Dieser hat die Form einer großen offenen Schachtel, die meist aus dünnem Holz und Plexiglas hergestellt wird. Den „Little Room“ stellt man über das Bettchen oder die Liegematte des betroffenen Babys oder Kleinkindes, ähnlich dem eines nach vorne offenen Verdecks eines Kinderwagens. Von der Decke des little rooms hängen Spielsachen, die einen Reiz für Kinder darstellen. Meist sind es Dinge, die durch ihre Oberflächenbeschaffenheit taktil stimulieren oder bei der Berührung verschiedenartig erklingen, kurz: zum Hinfassen animieren. So kann ein Kind, das blind geboren wurde, analog wie ein sehendes, spielerisch Raumerkundung durchführen und Raumwahrnehmung entwickeln. Ziel ist, neben der Greifschulung und der Förderung der Ohr-Hand-Koordination, Räume begreifen (=verstehen) zu lernen und ein sog. Vierseiten-Konzept der Umwelt zu entwickeln.

## Publikationen
- Bist du blind? Entwicklungsförderung sehgeschädigter Kinder, Ed. Bentheim, Würzburg 1992, ISBN 3-925265-39-2
- Das Ich und der Raum. Aktives Lernen im „Kleinen Raum“, Ed. Bentheim, Würzburg 1993, ISBN 3-925265-44-9
- Greife und du kannst begreifen, Ed. Bentheim, Würzburg 1992, ISBN 3-925265-36-8
- Schritt für Schritt. Frühes Lernen von sehgeschädigten und mehrfach behinderten Kindern, Ed. Bentheim, Würzburg 1996, ISBN 3-925265-52-X